# Фаурер, Линкольн
Линкольн Фаурер (англ. Lincoln D. Faurer; 1928—2014) — американский военный деятель, генерал-лейтенант ВВС, директор Агентства национальной безопасности США (1981—1985).

## Биография
Родился в 1928 году в Медфорде (штат Массачусетс), окончил Военную академию США в 1950 году, получив степень бакалавра и звание второго лейтенанта. Впоследствии, в 1964 году окончил аспирантуру по инженерному менеджменту в Политехническом институте Ренсселира, а в 1968 — окончил Национальный военный колледж, а также получил учёную степень в области международных отношений в Университете Джорджа Вашингтона.
После окончания военной академии в 1950-х — начале 1960-х служил на различных командных должностях в ВВС США. После получения степени в Политехническом институте Ренсселира в 1964 году Фаурер был направлен в Разведывательное управление министерства обороны США в Директорат научно-технической разведки, где служил в качестве офицера технической разведки, инженера-разработчика, а впоследствии — начальника подразделения космических систем Ракетно-Космического Управления, в этой должности находился до июля 1967 году.
После переподготовки в Национальном военном колледже (завершена в июле 1968) Фаурер в звании генерала служил в ряде авиационных подразделений года, в 1979—1981 был заместителем председателя Комитета военного планирования НАТО (Брюссель). В сентябре 1979 повышен в звании до генерал-лейтенанта. С апреля 1981 до апреля 1985 был директором Агентства национальной безопасности.
После выхода в отставку в 1986—1991 годах был президентом некоммерческой организации, занимавшейся продвижением международных стандартов связи OSI и ISDN. В 1990-х также был председателем Американской ассоциации ветеранов разведки.
Награждён медалью «За отличную службу» с дубовыми листьями, орденом «Легион Почёта» и другими наградами, а также Национальной медалью за заслуги в разведке.
Умер 7 ноября 2014 года, похоронен на Арлингтонском национальном кладбище.